# プロコ

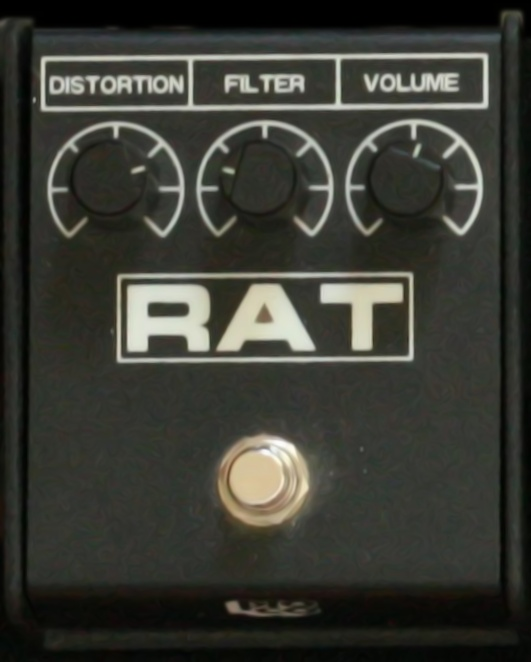
ProCoの代表的コンパクトエフェクターのRAT2

プロコ（ProCo Sound, Inc.）は、アメリカ合衆国ミシガン州カラマズーに本社を置き、主にエフェクターやシールドを製造・販売している会社である。

## 代表的な製品
コンパクトエフェクターでは、ジェフベックも愛用していたRAT（ディストーション）がある、主にRATにはRATとRAT2の二種類が存在する。他にもTurbo RATなどがある。
RAT2（ラットツー）RAT2はRATを使っている演奏者から「LEDが付いていないとスイッチが入っているのか分からない」という話があったので、RATの「A」の部分にLEDを付けたものであり、RATとRAT2の回路はほぼ同じである。